# Crush Roller
 (décembre 2018).
Si vous disposez d'ouvrages ou d'articles de référence ou si vous connaissez des sites web de qualité traitant du thème abordé ici, merci de compléter l'article en donnant les références utiles à sa vérifiabilité et en les liant à la section « Notes et références ».
Crush Roller est un jeu vidéo d'action au confluent de Pac-Man et de Skweek.

## Système de jeu
Vous dirigez un pinceau afin de repeindre les rues d'une ville. La réussite de cette entreprise vous demandera autant de rapidité que de réflexion pour limiter vos déplacements et tout repeindre au plus vite.
Des ennemis, sous la forme de pinceaux d'autres couleurs, sont présents au début du niveau et vous pourchassent. S'ils vous touchent, vous perdez une vie. Quand vous n'avez plus de partie, c'est le Game Over. Les niveaux proposent des bonus qui renouvellement l'intérêt : vous pouvez accélérer, détruire les ennemis, etc.